# أرشيبالد جون ماكدونالد
أرشيبالد جون ماكدونالد هو سياسي كندي، ولد في 9 يناير 1876 في كندا، وتوفي في 11 يناير 1938. حزبياً، نشط في الحزب الليبرالي الكندي. وقد انتخب عضو مجلس العموم الكندي.